# Beatrice Veronese
Beatrice Veronese (Padova, 11 marzo 1996) è una rugbista a 15 italiana, terza linea ala del Tolone.

## Biografia
Padovana, si è formata nelle giovanili del Valsugana, club al quale è rimasta legata anche dopo l'esordio in campionato: con le Valsugirls ha infatti vinto tre scudetti consecutivi dal 2015 al 2017 e un quarto nel 2022.
Esordiente in nazionale nel 2017 a Biella contro la Francia come terza linea titolare, ha preso parte alle qualificazioni alla Coppa del Mondo 2021 ed entrando tra le convocate alla competizione.
Fa parte del primo gruppo di rugbiste italiane messe sotto contratto semiprofessionistico dalla Federazione Italiana Rugby in vista di detta manifestazione.
Dal 2025 milita in Francia al Tolone, e ha ricevuto la convocazione per la Coppa del Mondo in Inghilterra.

## Palmarès
- Campionati italiani: 5
Valsugana: 2014-15, 2015-16, 2016-17, 2021-22, 2022-23